# Richard Leigh
Richard Leigh, född 16 augusti 1943 i New Jersey, död 21 november 2007 i London, var en brittisk-amerikansk författare och spekulativ historiker som skrivit flera böcker som ifrågasätter vår uppfattning av historien och i huvudsak Jesus. Hans mest kända bok heter Heligt blod, helig Gral (1982). Fil. Dr. vid State University of New York at Stony Brook.